# 훌라

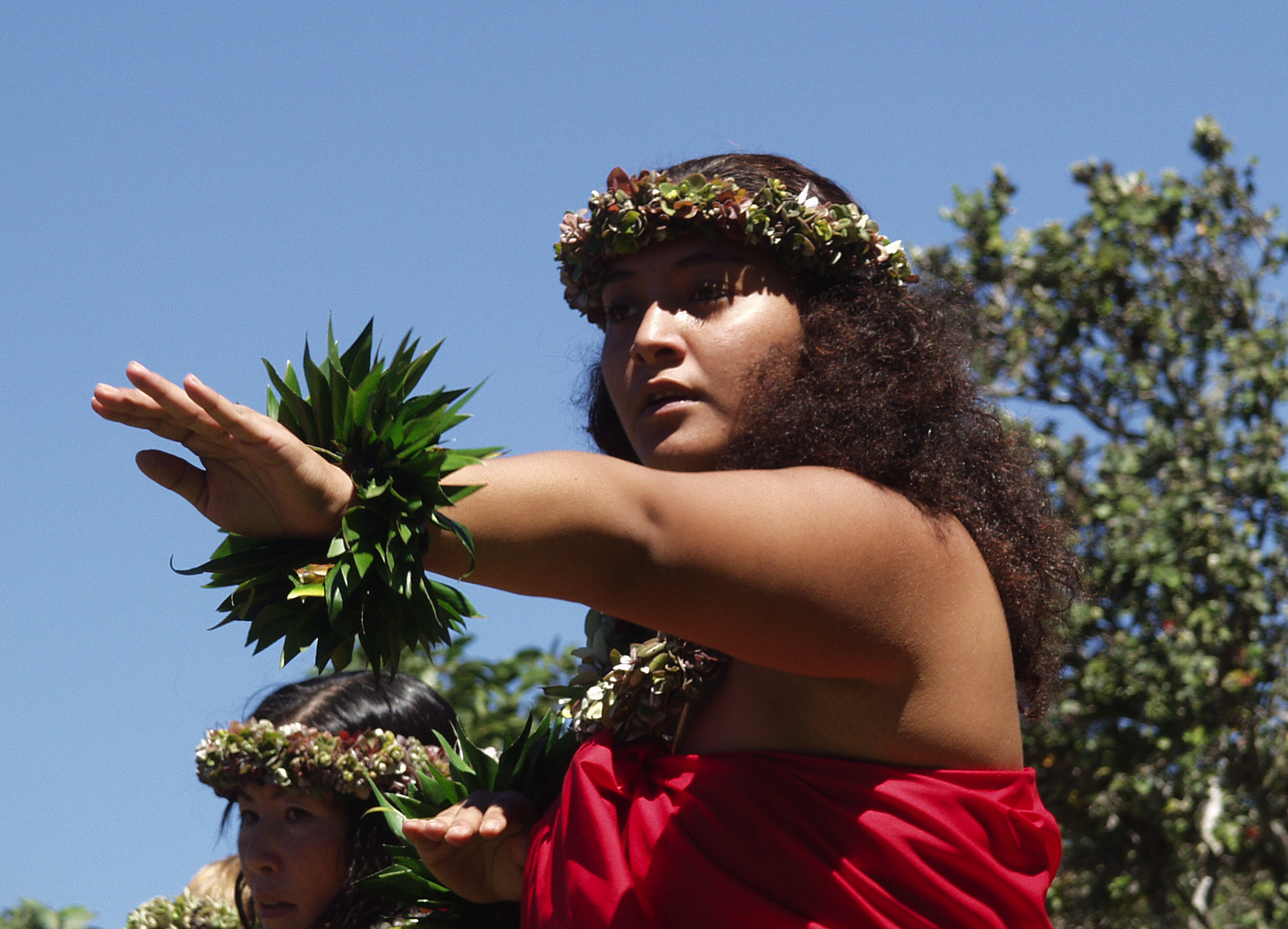
훌라춤

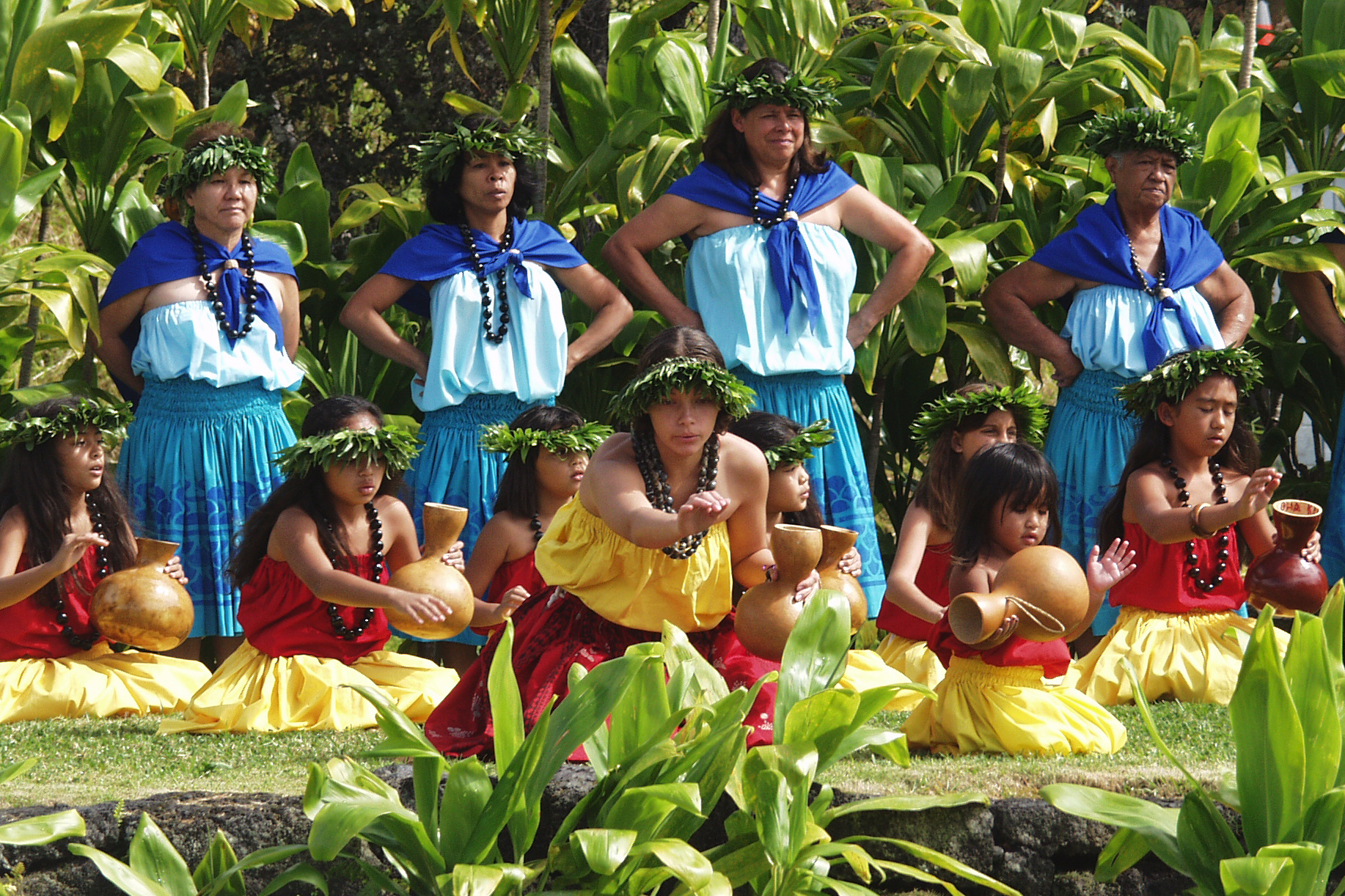
하와이 화산 국립공원에서 이루어지고 있는 훌라춤 공연

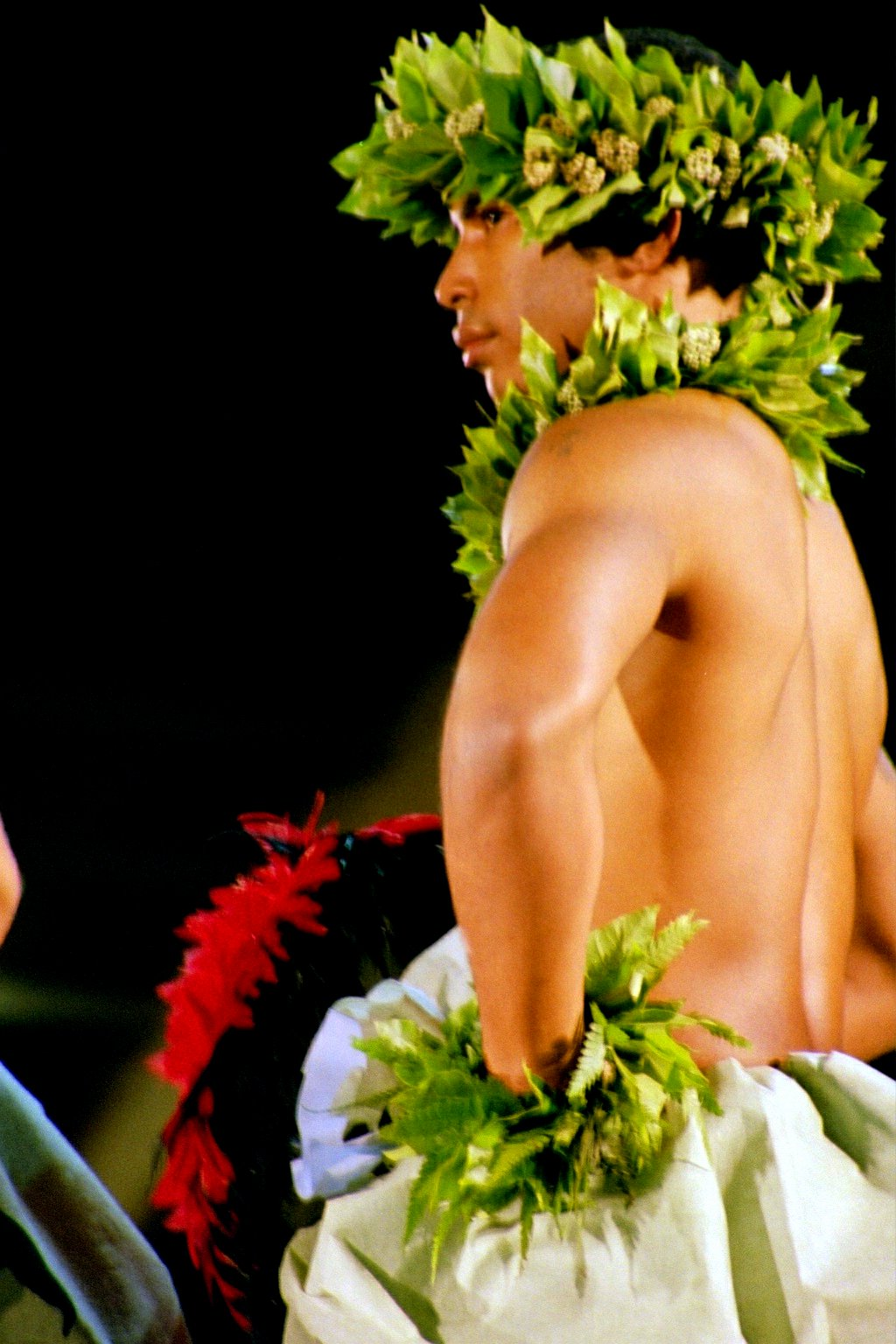
훌라춤 공연을 펼치고 있는 남자 무용가의 모습

훌라(영어: Hula)는 노래와 리듬에 맞추어 추는 폴리네시아의 춤이자 노래이다. 이는 하와이 제도에 정착해 살던 폴리네시아인들에 의해 발전되었다.

## 역사
고대 하와이 음악은 멜레(Mele, 음악)라고 하였는데 이것에는 멜레 올리(Mele Oli, 레치타티보 풍의 가창만 있는 것)와 멜레 훌라(Mele Hula, 춤이 따르는 음악)가 있었다. 훌라라는 것은 '올리'(타히티섬), '하카'(뉴질랜드)와 비교되는 '춤'으로 하와이어로 '춤추다'라는 뜻을 갖고 있다.
훌라의 기원에 대해서는 여러 가지 가설이 전한다. 하와이 신화에 따르면 화산의 여신인 펠레(Pele)의 거친 성격을 달래기 위해 펠레의 여동생인 히아카(Hiʻiaka)가 훌라를 처음 추었다고 한다. 또 다른 신화에 따르면 타히티섬에서 훌라를 추던 사람들이 숭배하던 여신인 라카(Laka)가 몰로카이섬에 내려와서 하와이 원주민들에게 훌라를 가르쳤다고 한다.
고대 하와이는 문자 없이 전해진 구술 역사였기 때문에 정확한 기원에 대해서는 알려지지 않았다. 다만 하와이 원주민들이 마르키즈 제도, 타히티섬에서 건너왔다는 사실을 고려한다면 훌라 또한 폴리네시아인들의 가무 음악이 하와이에서 발전한 것으로 추정된다. 고대 하와이에서는 주로 남성이 훌라를 추었고 많은 추장들은 이를 보호하였다. 하와이가 1778년부터 서양 세계와 처음 접촉하면서 훌라는 종교의식과 긴밀하게 결합하였다. 하와이의 훌라 의식과 기도는 20세기 초반까지 지속하였다.
1820년에 하와이로 이주한 미국 출신 개신교 선교사들은 훌라를 이교도의 춤으로 여기고 금기시했고 기독교로 개종한 하와이의 왕족들과 귀족들도 훌라를 금지할 것을 요구하게 된다. 1830년에는 카후마누(Kaʻahumanu) 왕비가 공공장소에서 훌라를 추는 행동을 금지했고 이러한 정책은 1850년대까지 지속되었다. 하지만 하와이의 전통 예술을 장려했던 칼라카우아(Kalākaua) 국왕 시대(1874년~1891년)에 훌라는 부흥의 계기를 마련했고 릴리우오칼라니(Lili'uokalani) 여왕도 훌라의 중요성을 강조하게 된다.
19세기 하와이에서는 훌라에 가창, 춤, 의상을 결합한 훌라 쿠이(Hula ku'i, '쿠이'는 "옛것과 새로운 것이 결합하다"라는 뜻을 담고 있음)가 새로 등장했다. 훌라는 20세기에 할리우드 영화의 영향을 받으면서 크게 변했지만 1970년대부터 하와이에서 고대 하와이 문화에 대한 관심이 높아지면서 훌라 카히코를 즐기는 사람들이 증가하게 된다.

## 훌라 카히코
훌라 카히코(Hula kahiko)는 흔히 1894년 이전에 제작된 전통적인 양식을 띤 훌라로 정의하는데 기타, 하지 않는 것이 특징이다. 훌라 카히코는 엄숙하고 신성한 느낌에서부터 경박한 느낌에 이르는 다양한 스타일과 분위기를 포괄한다. 대부분의 훌라는 추장을 찬양하는 공연, 추장의 명예를 찬양하는 오락으로 제작되었다. 훌라 카히코의 종류로는 알라파파(ʻālaʻapapa), 하(Haʻa), 올라파(ʻolapa) 등이 있다.
많은 훌라춤은 대부분 하와이의 신이나 여신에게 봉헌하거나 경의를 표하기 위한 종교적인 공연으로 간주되었다. 특히 훌라춤 공연은 제단 형식을 띤 하와이의 신전인 헤이아우(Heiau)에서의 의식과 마찬가지로 사소한 실수조차 용납하지 않는 공연으로 여겨졌는데 이는 사소한 실수가 불운의 전주곡이 되거나 끔찍한 결과를 초래한다고 여겼기 때문이다. 훌라춤을 배우고 있던 무용수들은 많은 실수를 저지르는 경우가 많았기 때문에 학습 기간에는 라카 여신의 보호를 받는 공간에서 은신하는 의식을 받았다. 이러한 의식은 훌라춤을 배우는 과정의 성공, 은신 과정의 종식을 의미했다.
훌라 카히코는 오늘날 역사적인 구호에 맞춰 춤을 추면서 공연한다. 훌라 카히코의 대표적인 특징으로는 전통적인 의상, 소박한 외모, 이들의 정신적인 뿌리에 대한 경외심이 있다.

## 훌라 아우아나
훌라 아우아나(Hula ʻauana)는 19세기 이후에 훌라의 전통적인 춤과 노래에 서양의 음악을 결합시키면서 등장한 현대적인 양식을 띤 훌라이다. 훌라 아우아나는 화성에 기반을 두고 다양한 음계, 화음, 노래를 표현할 수 있는 현대 악기를 사용하는 것이 특징이다. 훌라 아우아나에서 사용되는 주요 악기로는 기타, 우쿨렐레, 전기 기타, 베이스 악기가 있다. 훌라 아우아나의 멜레는 일반적으로 대중음악과 같은 느낌으로 노래한다. 훌라 아우아나에 사용되는 노래는 특정 주제에 고정되어 있지 않고 다양한 주제를 담고 있다.

## 악기
훌라에서는 다음과 같은 악기들이 사용된다.
- 이푸(Ipu): 1개의 박으로 만든 북으로서 손으로 두드리거나 바닥에 부딪혀서 연주한다.
- 이푸 헤케(Ipu heke): 서로 다른 크기를 가진 2개의 박으로 만든 북으로서 손으로 두드리거나 바닥에 부딪혀서 사용한다.
- 파후(Pahu): 통나무 조각에 상어 가죽을 얹어서 만든 북으로서 손으로 두드려서 연주한다. 하와이에서는 신성한 악기로 여겨졌으며 헤이아우에 보관했다.
- 푸니우(Puniu): 코코넛 껍데기 조각에 생선의 피부를 얹어서 만든 북으로서 손으로 두드려서 연주한다.
- 일리일리(ʻIliʻili): 물에 침식되어 형성된 용암 모양을 띤 돌로 만든 캐스터네츠로서 왼손과 오른손 양쪽에 2개씩 착용한다.
- 울리울리(ʻUlīʻulī): 박 안에 모래, 씨앗, 자갈을 넣은 다음에 손잡이, 깃털을 달아서 마라카스처럼 사용하는 악기로서 경우에 따라서는 1개 또는 2개를 사용한다.
- 푸일리(Pūʻili): 갈라진 대나무 조각을 넣은 지팡이로써 2개로 만든다. 어깨나 허벅지와 같은 신체의 일부분을 두드려서 소리를 낸다.
- 칼라우(Kālaʻau): 리듬 효과를 내기 위해 사용하는 지팡이이다.

## 의상
전통적인 여자 훌라 무용가들은 두르면서 입는 치마인 파우(Pāʻū)를 착용했지만 오늘날에는 다양한 형식으로 변형된 의상을 사용한다. 풍성한 느낌을 주는 파우는 허리를 돌 정도로 긴 편이고 나무껍질로 만든 천인 타파(Tapa)보다 훨씬 긴 편이다. 훌라 무용가들은 목걸이, 팔찌, 발찌와 같은 장식을 착용할 수 있을 뿐만 아니라 레이(Lei)라고 부르는 화관, 화환을 머리띠(Lei poʻo, 레이 포), 목걸이, 팔찌, 발찌(Kupeʻe, 쿠페) 모양으로 만들어서 착용하기도 한다.
전통적인 남자 훌라 무용가들은 말로(Malo)라고 부르는 샅바를 착용한다. 경우에 따라서는 보다 많은 타파로 만든 말로를 착용하기도 한다. 남자 훌라 무용가들은 여자 훌라 무용가들과 마찬가지로 목걸이, 팔찌, 발찌, 레이를 착용한다. 라카와 숲의 신들을 위한 기도가 열린 다음에는 공연에서 착용할 레이에 사용될 재료들을 숲에 모아둔다.
레이와 타파는 신성한 의식에서 사용한 다음에는 춤의 신성함이 배어나게 된다고 여겨졌고 공연이 끝난 다음에는 착용하지 않는다고 한다. 레이는 일반적으로 할라우(Hālau) 양식을 띤 모든 집에 설치된 작은 제단에서 라카를 위한 제물로 바쳐졌다.

## 동작
훌라의 기본 동작은 크게 앉은 자세로 추는 노호(Noho), 서 있는 자세로 추는 루나(Luna) 2가지로 나뉜다. 몇몇 무용가들은 2가지 형태를 모두 활용하기도 한다.
훌라는 복잡한 예술 형식이며 노래나 구호를 통해 단어를 나타내는 손동작이 많은 편이다. 예를 들어 손놀림은 미풍에 흔들리는 나무나 바다의 물결처럼 자연의 모습이나 애틋함이나 동경과 같은 감정이나 느낌을 표현한다. 카홀로(Kaholo), 카오(Kaʻo), 카웰루(Kawelu), 헬라(Hela), 우웨헤(ʻUwehe), 아미(ʻAmi)와 같이 발과 엉덩이를 이용한 동작은 종종 훌라의 기본 동작으로 여겨지기도 한다. 훌라에는 다음과 같은 기본 동작들이 존재한다.
- 하(Haʻa): 무릎을 굽힌 채로 서는 동작으로서 훌라가 시작되는 기본 동작으로 여겨진다.
- 레와(Lewa): 엉덩이를 들어 올리는 동작이다.
- 헬라(Hela): 훌라에서 사용되는 기본적인 발 동작 가운데 하나로서 발 반대쪽에 몸무게를 지탱한 다음에 무릎을 구부린 자세를 유지한다. 그런 다음에 자신의 몸 앞에서 약 45° 정도로 뻗은 상태에서 발 한쪽을 옆으로 땅에 디딘다. 발을 출발 위치로 되돌린 다음에는 발 반대쪽에도 같은 동작을 반복한다.
- 카오(Kaʻo): 한쪽 발을 들어 올린 다음에 반대쪽 발꿈치를 올리고 내린다. 반대쪽 발에도 이와 같은 동작을 반복한다.
- 아미(ʻAmi): 여러 가지 변형된 동작을 가진 기본적인 엉덩이 회전 동작이다.
  - 아미 아미(ʻAmi ʻami): 조잡한 움직임을 띤 엉덩이 회전 동작이다.
  - 아미 오니우(ʻAmi ʻôniu): 8자를 그리듯이 엉덩이를 돌리는 동작이다.
  - 아미 쿠파우(ʻAmi kuʻupau): 인상을 주기 위해 속도에 의존하면서 엉덩이를 돌리는 동작이다.
- 카홀로(Kâholo): 순회 동작 도중에 레와를 수행하는 동작이다. 먼저 한 쪽으로 발을 내디딘 다음에 반대쪽 발로 따라간다. 그런 다음에 같은 쪽으로 발걸음을 옮긴다. 맞은편 발을 따라갈 때에는 무게를 주지 않고 방향을 바꿀 준비를 한다.
- 우에헤(ʻUehe): 발 한쪽을 들어 올린 다음에 몸무게를 반대쪽 엉덩이로 옮기면서 물러난다. 양쪽 발꿈치를 든 다음에 무릎을 앞으로 밀고 반대쪽 무릎에도 이와 같은 동작을 반복한다.
- 렐레(Lele): 동작마다 발뒤꿈치를 들어 올리면서 걷는 동작이다.
- 팔 운동: 손과 팔의 움직임을 통해 훌라의 이야기를 들려주는 형식을 띤 동작이다. 훌라 공연에서 서로 다른 팔의 움직임을 통해 새로운 의미를 더해준다.